# Jacob Benignus Winslow
Jacob Benignus Winslow (in francese Jacques-Bénigne Winslow; 1669 – 1760) è stato un anatomista danese.
Cattolico, professore a Leida e traduttore di opere mediche, fu tra i padri della moderna anatomia.

## Biografia
Nato in Danimarca, Winsløw divenne pupillo e successore di Guichard Joseph Duverney, si convertì al cattolicesimo, ed alla fine divenne professore di anatomia presso il Jardin du Roi di Parigi.
La sua opera principale, con molte traduzioni, è stata Exposition anatomique de la structure du corps humain, pubblicato nel 1732. La sua esposizione della struttura del corpo umano si distingue per essere non solo il primo trattato di anatomia descrittiva, spossessato di dettagli e spiegazioni fisiologiche ipotetiche estranee al soggetto, ma per essere una descrizione strettamente derivata da oggetti reali, senza alcun riferimento agli scritti di anatomisti precedenti.
Più o meno nello stesso periodo William Cheselden a Londra, Alexander Monro ad Edimburgo, Bernhard Siegfried Albinus a Leida, contribuirono con diversi trattati a rendere ancora più precisa l'anatomia come scienza descrittiva. L'Osteographia di Cheselden fu di grande utilità nel dirigere l'attenzione allo studio dello scheletro e delle alterazioni patologiche di cui è responsabile.